# Ana Golja
Muazana "Ana" Golja (Mississauga, Ontario; 31 de enero de 1996) es una actriz y cantante canadiense de origen albanés, más conocida por interpretar a Zoë Rivas en Degrassi y a Ariana Berlin en la película para televisión Full Out. En 2018 lanzó su primer álbum, Epilogue: The Complete Collection.

## Inicios
Ana empezó su carrera actoral en 2005 como Lucy en la serie policial canadiense "1-800-Missing", desde ese momento tuvo pequeños papeles en series como Flashpoint y How to be Indie. hasta que en 2010, a los 14 años, fue parte del elenco regular de Connor Undercover, hasta el año 2011. Al año siguiente fue Liz en Clue. En 2010 con What's Up Warthogs! tuvo su primer papel importante como parte del elenco principal de esta sitcom. Desde ese momento participó en pequeños proyectos y una serie web. 

## Degrassi
Desde 2013 interpreta a Zoë Rivas en el famoso teen drama Degrassi, a pesar de haber audicionado dos veces en 2010 para papeles diferentes. Ana lleva interpretando a Zoë durante 4 temporadas, quien es uno de los personajes favoritos del público.

## Full Out
En 2015 Ana interpretó en la película para televisión Full Out, en la que interpreta a la gimnasta Ariana Berlin, quien cuando tenía 14 años al volver de una competencia sufrió un accidente que la dejó en silla de ruedas y, a pesar de que le dijeron que nunca volvería a la gimnasia, volvió a hacerlo gracias al hip hop.